# John Levy (hudebník)
John Levy (11. dubna 1912 New Orleans, Louisiana, USA – 20. ledna 2012 Altadena, Kalifornie, USA) byl americký jazzový kontrabasista a hudební manažer. V roce 1949 se stal členem nové sestavy kvintetu George Shearinga. Spolupracoval s mnoha hudebníky, mezi které patří i Joe Williams a Cannonball Adderley. V roce 1997 byl uveden do International Jazz Hall of Fame.